# 다에바
다에바(아베스타어: 𐬛𐬀𐬉𐬎𐬎𐬀)는 조로아스터교의 악신 앙그라 마이뉴의 수하 악마들을 말한다. 본래 힌두교의 데바와 같은 기원을 지니지만 선신인 데바와 달리 다에바는 악신이며, 반대로 힌두교에서 아수라가 악신인 것과 달리 조로아스터교에서 아후라는 선신이라는 서로 정반대의 특성을 지니고 있다. 조로아스터교에서 앙그라 마이뉴의 창조물로 태어난 다에바들은 혼돈과 무질서를 일으키는 악신들이다.